# Georgios Jakobides
Georgios Jakobides (Grieks: Γεώργιος Ιακωβίδης) (Hidira, Lesbos, 11 januari 1853 – Athene, 13 december 1932) was een Grieks schilder. Hij was een van de belangrijkste vertegenwoordigers van de Griekse artistieke beweging van de ‘school van München’. Hij was de oprichter en de eerste conservator van het nationale kunstmuseum in Athene. Zijn schilderijen werden door hem gesigneerd met ‘G. Jakobides’.

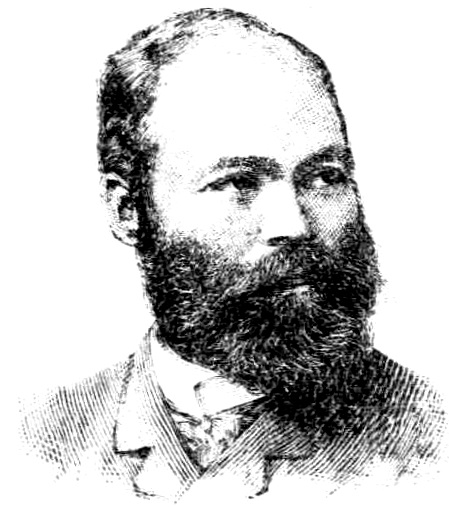
Zelfportret

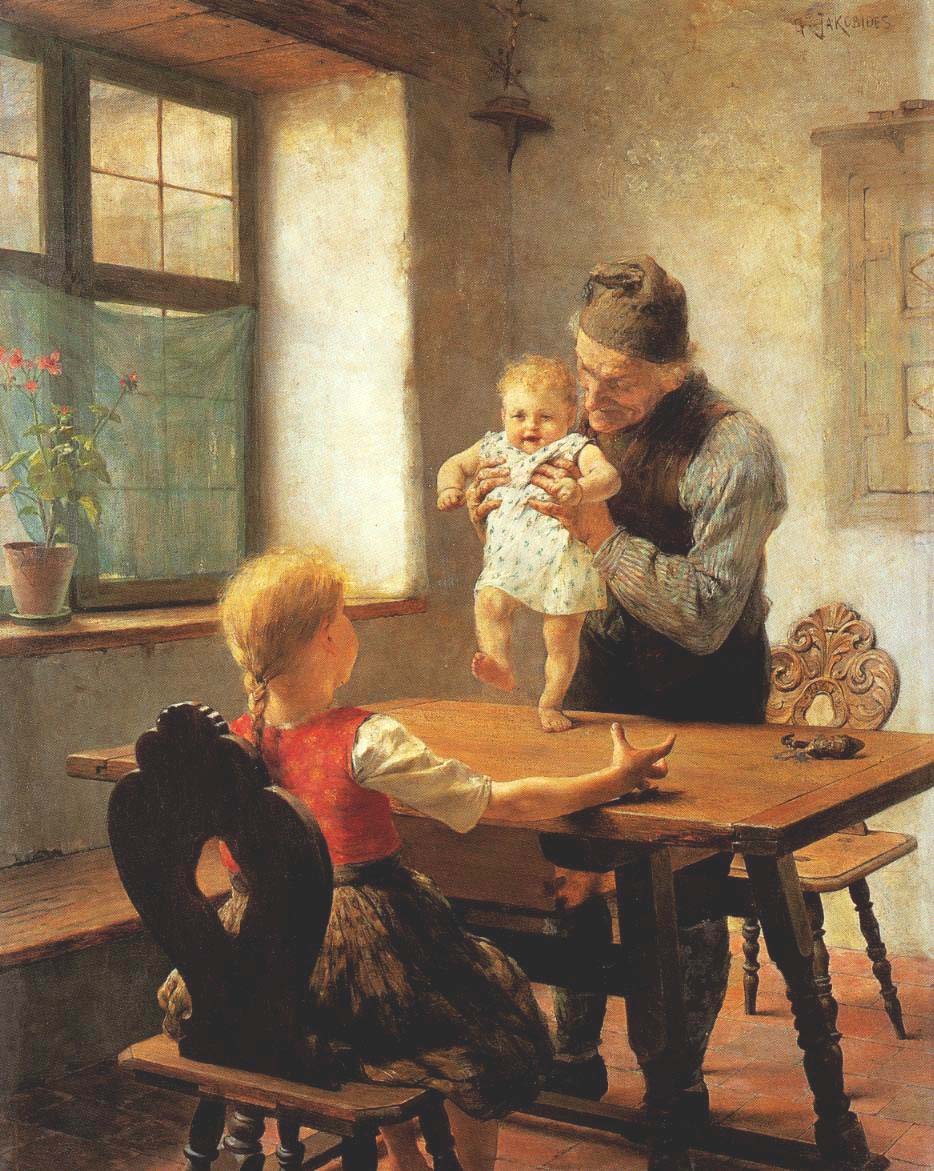
’De eerste stapjes’, 1889

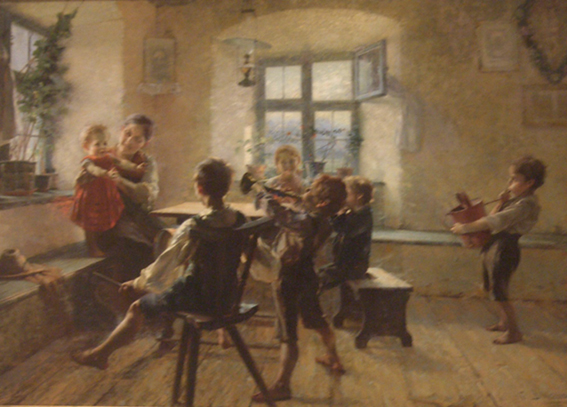
’Concert door kinderen’, olieverf op doek, 176 cm x 250 cm

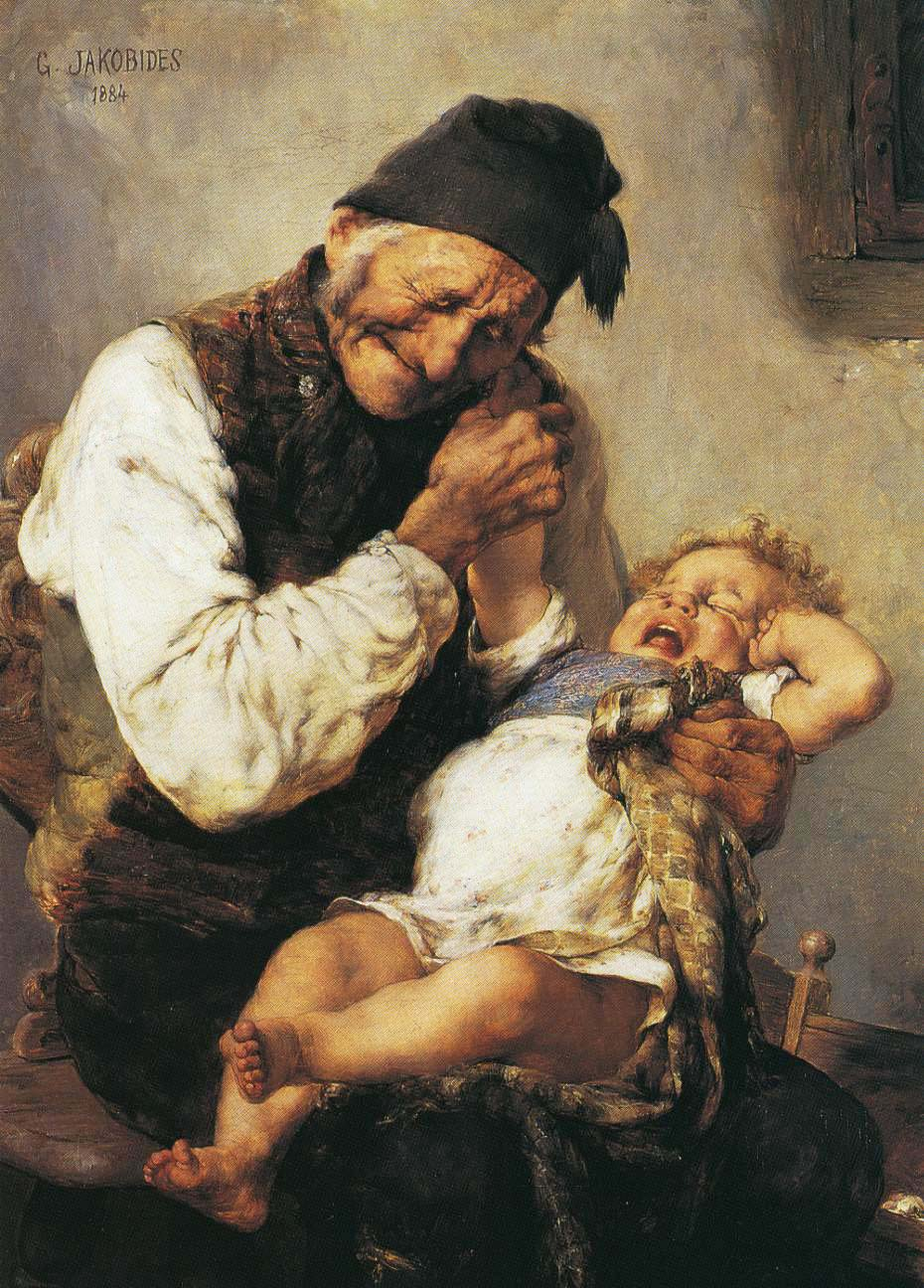
’De grootvader en zijn kleinzoon’

## Leven
Zijn jeugd bracht hij vanaf zijn 13e jaar door in het toenmalige Smyrna, thans İzmir, Turkije, waar hij ook de lagere school volgde. Hij woonde daar bij zijn oom Mainemeni, die architect was. Naast zijn school moest hij ook werken. Hij interesseerde zich al van jongs af aan voor kunst en in het bijzonder voor het houtsnijden. Met het vooruitzicht van financiële steun van Michail Hatziloukas, een medewerker van zijn oom, besloot hij in 1870 naar Athene te gaan om beeldhouwkunst te studeren. Nog in datzelfde jaar schreef hij zich in bij de Hoge School voor de Kunst in Athene. Zijn leraren waren de schilder Nikiforos Lytras (1832-1904) en de beeldhouwer Leonidas Drosis (1843-1884). Hij studeerde cum laude af in maart 1877.
In november 1877 kreeg hij een beurs van de Griekse staat om in München te studeren aan de Academie voor de schone kunsten. Zijn leraren daar waren Ludwig von Löfftz (1845-1910), Wilhelm von Lindenschmidt ‘de jonge’ (1829-1895) en Gabriel von Max (1840-1915). In 1883 studeerde hij daar af.
In 1872 richtte hij in München een schilderacademie op voor vrouwen. Deze werd door hem beheerd tot 1898. Met zijn talent en hard werken werd hij in München al snel bekend en populair. Voor zijn werken ontving hij de ene prijs na de andere: in 1888 de Gouden medaille in Athene, in 1889 en 1900 te Parijs, in 1890 en in 1891 te Bremen, in 1893 te München, in 1895 te Triëst en in 1898 te Barcelona.
Hij woonde en werkte 17 jaar in München. Hij schilderde in zijn atelier voornamelijk mythologische scènes, groepen en portretten. Zijn populairste schilderijen waren die met kinderen.
In 1889 overleed zijn vrouw Agla. Na de dood van zijn vrouw heeft hij nooit meer vrolijke kinderen in zijn schilderijen verwerkt.
De Griekse regering vroeg hem in 1900 terug te keren naar Athene voor het oprichten van het nationaal schikderijenmuseum van Athene. Na de dood van zijn leermeester en directeur van de Academie voor Beeldende Kunsten, Nikiforos Lytras, werd hij in 1904 benoemd tot directeur van de academie. Deze functie vervulde hij 25 jaar zonder bezoldiging. Wel werd hij hiervoor beloond met de orde ‘Ridder van het Gouden Kruis’. In deze periode maakte hij, als aanvulling op zijn bekende thema's, portretten van vooraanstaande Grieken, zoals Koningin Sophia. Hij was persoonlijke vriend van de Griekse prins Nikolaas en was zeer gezien in de hogere kringen van Athene. Hij is dan ook, als een van de weinige Griekse schilders, rijk gestorven.
In 1930 nam hij ontslag als directeur van de Academie voor Beeldende Kunsten, waarna hij de titel van ‘eredirecteur’ kreeg.
Hij stierf 13 december 1932 op 80-jarige leeftijd. De National Gallery van Athene vereerde hem in november 2005 met een grote overzichtstentoonstelling.

## Werken
Jakobides was een vertegenwoordiger van het academisch naturalisme van de zogenaamde school van München. Hij verzette zich tegen alle nieuwe artistieke tendensen, met inbegrip van het impressionisme en expressionisme, maar steunde wel jongere kunstenaars hun eigen artistieke neigingen te volgen.
Tijdens zijn verblijf in Duitsland waren zijn thema's meestal scènes uit het dagelijks leven. Hij schilderde met name kinderen, interieurs en stillevens. Na zijn terugkeer naar Griekenland beperkte hij zich tot portretten en werd een van de belangrijkste Griekse portretschilders.
Jakobides heeft meer dan 200 olieverfschilderijen gemaakt. Tot zijn bekendste werken behoren "Concert door kinderen", "De koude douche" (1898), "De stoute kleinzoon," "De grootvader en zijn kleinzoon", "De eerste stapjes", "Moederlijke zorg".

## Musea
Zijn werken zijn te vinden in de National Gallery van Athene, particuliere verzamelingen en in musea en galeries over de hele wereld zoals verschillende kunstgaleries in Duitsland en het Art Institute of Chicago.
In zijn geboorteplaats Hidira op het Griekse eiland Lesbos staat het 'Digital Museum Georgios Jakobides'. Het bevat reproducties van zijn werken. Het is een klein, maar interessant en goed verzorgd museum.